# Ryno Frieberg
Gustaf Anton Ryno Frieberg, född 30 augusti 1920 i Falun, död 19 november 2018 i Stockholm, var en svensk målare och grafiker.

## Biografi
Frieberg var son till skogsförvaltaren Gösta Frieberg och Gerda Stenfelt och från 1944 gift med Beth Zeeh. Efter studentexamen i Gävle studerade Frieberg vid Sigge Bergströms och Otte Skölds målarskolor i Stockholm 1940 och periodvis vid Konstakademiens grafikskola 1942–1950 för Emil Johanson-Thor och Harald Sallberg samt under studieresor till bland annat Frankrike, Italien, Nederländerna, Belgien och Danmark. Han debuterade med en utställning på Galleri Gummeson 1943 och slog igenom där fullständigt. Han ställde senare ut separat på Gävle museum, Borås konstmuseum och Norrköpings konstmuseum. 
Friebergs konst baseras på 1890-talets skymningsromantik och intimitet utan starka färger. Han var helt opåverkad av de moderna konstströmningar som växte fram under 1920- till 1950-talen: motiven är många men stillebenen dominerar. Frieberg är representerad vid Moderna museet, Norrköpings konstmuseum, Gävle museum, Hudiksvalls museum, Dalarnas museum och med drygt tio teckningar vid Nationalmuseum.